# Virtuix Omni
Virtuix Omni — периферийное оборудование в виде всенаправленной беговой дорожки для взаимодействия с виртуальной реальностью в играх, разрабатываемое компанией Virtuix. Устройство успешно стартовало на Kickstarter и было представлено на выставке E3 2013.
Для имитации движения в Omni используется скользкая платформа и специальная обувь, уменьшающая трение. С помощью поддерживающего поясного ремня человек удерживается в фиксированном кольце, поглощающем вес игрока.

## Описание
Всенаправленная беговая дорожка работает как игровой контроллер, позволяя игроку естественными движениями прыгать, приседать, двигаться боком, ходить и бегать по игровому ландшафту. Чашеобразная платформа имеет покрытие с низким коэффициентом трения и направляющими бороздками, благодаря которым ноги не скользят в сторону. На подошве обуви располагаются специальные накладки и удерживающий шип. Для отслеживания движения поддерживается отдельно установленный Kinect, который планируется заменить на собственное встроенное программно-аппаратное решение. Omni проектировался для использования совместно с шлемом виртуальной реальности, таким как Oculus Rift.
Помимо активного применения в играх Omni можно использовать для пробежек и прогулок. Так, например, Лаборатория реактивного движения НАСА использовала технологии Oculus Rift и Virtuix Omni для прогулок по Марсу. Существуют и другие «шагающие» технологии, но они или слишком большие — Virtusphere, CyberWalk, или находятся на стадии прототипов — WizDish, Stringwalker, Powered Shoes.

## История
Компания Virtuix основана 21 февраля 2013 года в городе Хьюстон. Основателем, исполнительным директором и основным разработчиком является Ян Гетгелюк. Команда Virtuix Omni два года проводила эксперименты на прототипах и исследования с целью упрощения и снижения стоимости до того, как выставила проект в Kickstarter для краудфандинга его производства. Также экспериментировали с сочетанием Omni и Oculus Rift в таких играх, как Team Fortress 2.
Virtuix запустили собственный проект на Kickstarter 4 июня 2013 года. Основатель Oculus Rift Палмер Лаки обещал заранее одобрить устройство. Заявленная сумма в $150 тыс. была достигнута за 3,5 часа. За весь период пожертвований сумма достигла $1,1 млн. Собранные средства планируется потратить на преобразование прототипа Omni в товар массового потребления.
Производство Omni должно начаться в декабре 2013 года. Предварительная дата для ранних моделей — январь 2014 года. Virtuix планирует начать открытую продажу Omni в начале 2014 года.